# Julien Taramarcaz
Pour les articles homonymes, voir Taramarcaz.
Julien Taramarcaz, né le 12 novembre 1987 à Fully, est un coureur cycliste suisse, actif jusqu'en 2017.
Spécialisé dans le cyclo-cross, il a remporté le championnat de Suisse de cette discipline 2012, 2013, 2015 et 2017. Il a auparavant été vice-champion du monde juniors en 2005 et champion d'Europe juniors en 2004.
Il met un terme à sa carrière en février 2017.

## Palmarès en cyclo-cross

### Par années
- 2003-2004
  - 2e du championnat de Suisse de cyclo-cross juniors
- 2004-2005
  -  Champion d'Europe de cyclo-cross juniors
  -  Champion de Suisse de cyclo-cross juniors
  - Coupe du monde juniors #2, Wetzikon
  -  Médaillé d'argent au championnat du monde juniors
  - 3e de la Coupe du monde
- 2005-2006
  - 3e du championnat de Suisse de cyclo-cross espoirs
- 2006-2007
  - 3e du championnat de Suisse de cyclo-cross espoirs
- 2007-2008
  - Superprestige espoirs #5, Veghel-Eerde
  - 2e du championnat de Suisse de cyclo-cross espoirs
- 2008-2009
  -  Champion de Suisse de cyclo-cross espoirs
- 2010-2011
  - 3e du championnat de Suisse de cyclo-cross
- 2011-2012
  -  Champion de Suisse de cyclo-cross
  - Cyclo-cross de Rennaz
- 2012-2013
  -  Champion de Suisse de cyclo-cross
  - Radcross Illnau, Illnau
  - 6e du championnat du monde de cyclo-cross
- 2013-2014
  - Cyclocross International Sion-Valais, Sion
- 2014-2015
  -  Champion de Suisse de cyclo-cross
- 2015-2016
  - 2e du championnat de Suisse de cyclo-cross
  - 5e du championnat d'Europe de cyclo-cross
- 2016-2017
  -  Champion de Suisse de cyclo-cross
  - Cyclocross International Sion-Valais, Sion

### Classements
| Épreuve / Édition          | 2004/2005 (juniors) | 2005/2006 (espoirs) | 2006/2007 (espoirs) | 2007/2008 (espoirs) | 2008/2009 (espoirs) | 2009/2010 | 2010/2011 | 2011/2012 | 2012/2013 | 2013/2014 |
| Championnat du monde       | 2e                  | 29e                 | 8e                  | 28e                 | 38e                 |           |           | 16e       | 6e        | 14e       |
| Coupe du monde (victoires) | 3e (1)              | 26e                 |                     | 13e                 | 10e                 |           |           | 30e       | 15e       | 20e       |
| Superprestige              |                     |                     |                     |                     |                     |           |           | 22e       | 13e       | 13e       |
| Trophée Banque Bpost       |                     |                     |                     | 26e                 | 15e                 |           |           | 40e       | 82e       | 68e       |
| Championnat de Suisse      | 1er                 | 3e                  | 3e                  | 2e                  | 2e                  | 11e       | 3e        | 1er       | 1er       | 8e        |

## Palmarès sur route
- 2005
  -  Champion de Suisse sur route juniors
  - 2e du championnat de Suisse du contre-la-montre juniors
- 2008
  - 3e du Prix des Vins Henri Valloton
- 2014
  - 3e du Tour du Brabant flamand